# Grand Prix d'Isbergues 1980
Il Grand Prix d'Isbergues 1980, trentaquattresima edizione della corsa, si svolse il 21 settembre 1980 su un percorso con partenza e arrivo a Isbergues. Fu vinto dal belga Étienne De Wilde della Splendor-Admiral davanti al britannico Graham Jones e al francese Christian Jourdan.

## Ordine d'arrivo (Top 10)
| Pos. | Corridore         | Squadra                   | Tempo |
| ---- | ----------------- | ------------------------- | ----- |
| 1    | Étienne De Wilde  | Splendor-Admiral          |       |
| 2    | Graham Jones      | Peugeot-Esso-Michelin     |       |
| 3    | Christian Jourdan | La Redoute-Motobecane     |       |
| 4    | Robert Alban      | La Redoute-Motobecane     |       |
| 5    | Hennie Kuiper     | Peugeot-Esso-Michelin     |       |
| 6    | Claude Vincendeau | Renault-Gitane-Campagnolo |       |
| 7    | Yvon Bertin       | Renault-Gitane-Campagnolo |       |
| 8    | Alain Bondue      | La Redoute-Motobecane     |       |
| 9    | Patrick Perret    | Peugeot-Esso-Michelin     |       |
| 10   | Bernard Vallet    | La Redoute-Motobecane     |       |